# パリ - ストラスブール線
パリ - ストラスブール線はフランスの首都パリとストラスブールを結ぶ幹線鉄道路線である。この路線はパリ東駅 - ノイジー＝ル＝セク区間でパリ - ミュルーズ線と線路を共有して、主要経由地はシャロン＝アン＝シャンパーニュ、ナンシーである。LGV東ヨーロッパ線の開業でこの路線の重要性は旅客運送の部門で減少している。

## 沿線概況

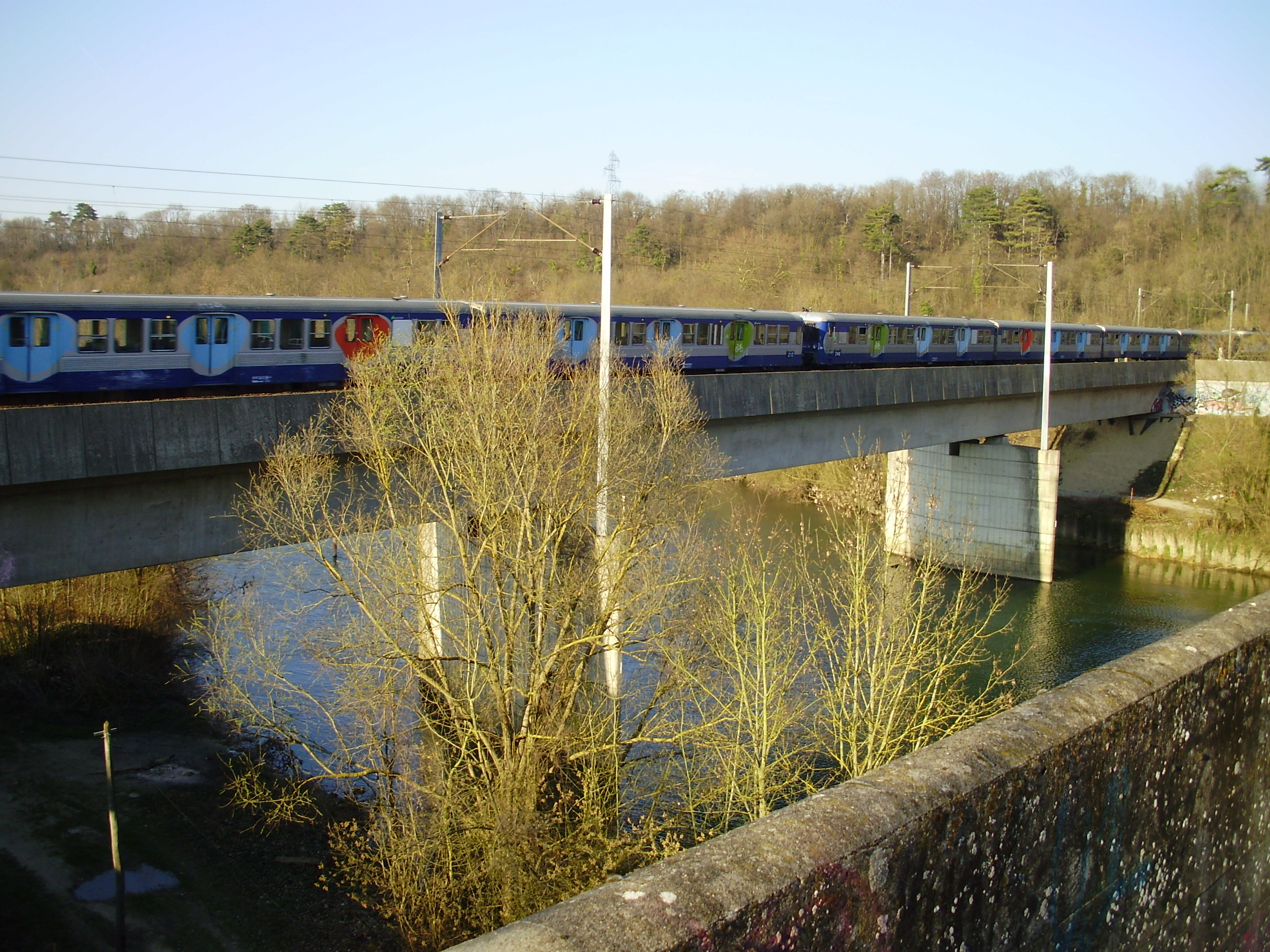
シャリフェール付近の鉄道橋

パリ - ストラスブール線はノイジー・ル・セク駅でパリ - ミュルーズ線から分岐する。列車は続いてマルヌ川を沿って東の方向に走行して、モー、シャトー・ティエリ、エペルネー、シャロン＝アン＝シャンパーニュ、ヴィトリ・ル・フランソワを経由する。ヴィトリ・ル・フランソワ駅からこの路線はソ川およびオルナン川の上流方向に続く。列車はバール・ル・デュク駅を通過し、コメルシー近くのムーズ川の鉄道橋を通過する。この路線はトゥールにあるモーゼル川上流に入り、その川と平行にフルアールまで伸びる。
列車はムルト川に沿って上流方向に走行して、ナンシー及びリュネビルに至る。線路はサルブール駅から東に続き、サヴェルヌ近くでヴォージュ山脈の尾根を横切る。列車はゾルン川と平行にブリュマトまで走行して、そこで南に曲がり ストラスブール中央駅に到着する。

## 歴史
パリ - ストラスブール鉄道のプロジェクトは1833年すでに企画されて、路線経路は1844年に決定された。この路線は「パリ - ストラスブール鉄道会社（Compagnie du chemin de fer de Paris à Strasbourg）」により建設・開通されて、鉄道会社は1854年に「東部鉄道（Chemins de fer de l'Est）」の一部となった。1849年7月5日にパリ - モー区間が最初に、いくつかの区間が次々に開業された。1852年8月12日にパリ - ストラスブール鉄道はナンシー - サールブール区間の開通を通じて完工された。
アルザス＝ロレーヌ地方がドイツ帝国に割譲された後に、サレブール - ストラスブール区間は1871年新たに創設されたエルザス＝ロートリンゲン帝国鉄道（Keiserliche Generaldirektion der Eisenbahn in Elsass-Lothringen）に管理されることとなった。現在ザレブールで列車の走行方向が左側通行から右側通行に変わるのがこの鉄道機関のシステムから由来する。1883年オリエント特急列車の運行が開始された以来、この路線は東部鉄道区間とエルザス＝ロートリンゲン帝国鉄道区間を合わせて主な経路として採択された。
第一次世界大戦の終戦後、サレブール - ストラスブール間は再びフランス領に入ってアルザス＝ロレーヌ鉄道（Administration des chemins de fer d’Alsace et de Lorraine）により運営されていた。1938年1月1日にフランス国鉄が創立されて、東部鉄道区間とアルザス＝ロレーヌ鉄道区間が統合された。
1956年12月に電力供給設備がサレブール - ストラスブール区間で設置された。1962年5月22日まで全体の区間が電圧25 kV、周波数50 Hzで電化された。1961年6月18日ヴィトリ・ル・フランソワでパリ - ストラスブール区間の急行列車に爆弾テロ事件が発生して、28人が死亡し170人が負傷した。
2006年TGV列車がこの路線に投入された。LGV東ヨーロッパ線の建設過程でシャルル・グールネ - ヴェル分岐点区間が複々線で改修された。

## 運行形態
パリ - ストラスブール鉄道では次の列車編は提供されている。
- TGV: パリ - ベール・シュル・マルヌ区間、シャロン・アン・シャンパーニュ - バール・ル・デュク、フルアール - ナンシー、サルブール - ストラスブール区間運行。
- ICE: パリ - ストラスブール - ミュンヘン。パリ - ベールシュルマルヌ区間、サレブール - ストラスブール区間運行。
- TER: TERシャンパーニュ・アルデンヌ、TERロレーヌ、TERアルザスなど各地域中距離列車編。
  - TER A03: （サレブール - レダン - リュツェルブール -）サヴェルン - シュタインブール - デットヴィレル - ヴィルヴィサイム - オッホフェルデン - シュヴィンドラツァイム - モメナイム - ブリュマト - ステファンスフェルト - ヴェンデナイム - ムンドルサイム - ストラスブール - セレスタ。30/60分ごと[6]。
  - TER A13: （パリ東駅 -）ナンシー - リュネヴィル - サレブール - サヴェルン - ストラスブール。60/120分ごと[7]。
  - TER A14: メス - モランジュ - レダン - サヴェルン - ブリュマト - ストラスブール[8]。
- トランシリアン列車（P北系統）: パリ東駅 - シャルル・グルネー - ヴェル・トルシ - ラニー・トルニー - エスブリ - クレシーラシャペル / ラフェルテミロン / シャトーティエリ[9]。使用車両はZ50000形電車。
- RER（E系統）: ナンテールラポリー - マジェンタ - ローザ公園駅 - パンタン - ノイジー・ル・セック - シャルル・グルネー / トゥールナンアンブリー[10]。